# Algíri Kormányzóság
Az Algíri Kormányzóság észak-afrikai állam volt 1515/1516 és 1830 között, amikor is Algírt megszállta a Francia Királyság. Hivatalosan a Oszmán Birodalom területe volt, viszont földrajzi pozíciójának köszönhetően messzemenő autonómiával rendelkezett, sőt 1710-től fogva majdnem, vagy teljesen önállóan cselekedtek. Algír volt a berber kalózok egyik legfőbb bázisa.

## Nevek
Algírt történelme során sok neven emlegették, mint például "Algíri királyság", "Algíri köztársaság", "Algíri állam", "Algíri Dejlikség" de például néha egyszerűen "Algériá"-nak is nevezték.

## Uralkodók

### Bejlerbejek és Pasák (1518-1659)
1518 és 1659 között Algír uralkodóit a török szultán nevezte ki. Ezek először bejler-bejek voltak, habár később pasák lettek. Az első néhány évtizedben Algír kevés autonómiával rendelkezett, habár később többet kapott. Algír uralkodói általában sikeres török vagy renegát admirálisokból lettek kinevezve.

### Duális irányítás
1659 és 1710 között Algírnak egyfajta duális irányítás volt helyben. 1659-ben a janicsárok kezükbe vették az irányítást, habár a török szultán által kinevezett pasát nem merték elküldeni, így a janicsárok által kinevezett janicsár aga, és a török szultán által kinevezett Pasa osztozkodott az ország irányításán. 1671-ben a janicsárok elvesztették az erejüket és egy sikeres Berber Kalóz került hatalomra. Őt dejnek emlegették. A legtöbb hatalom a dej kezében volt, de a pasa még mindig rendelkezett erővel.

### Dejlikség
1710-ben egy Baba Ali nevű férfi sikeresen átvette az irányítást az ország felett és visszaküldte a Pasát Törökországba. Habár ez feldühítette a Török szultánt, az nem tudott semmit se tenni róla. Ettől a ponttól kezdve a Dej egyfajta fejedelem volt. A Dejeket általában az Algíri Diván választotta meg. Habár a Dejek hivatalosan életük végéig uralkodtak, rengetegszer meggyilkolták őket.

## Államigazgatás

### Területi elosztozás
A Dar es-soltan, egy olyan terület volt amelyet a Bejlerbej/Pasa/Aga/Dej saját kezűleg irányított.

Algír Bejlikségei (Franciául)

Ezenkívül 3 kormányzóság (Bejlikség) működött az országban. A Kormányzókat (Bejeket) Algírból nevezték ki. Ezeket a Bejlikségeket általában földrajzi pozíciójuk alapján nevezték el.
A Keleti Bejlikség Tunézia mellett helyezkedett el. Legfontosabb városa, és adminisztrációs központja Kaszentína volt.
A Titteri-i Bejlikség Algír alatt és körül helyezkedett el. Azonkívül általában itt adminisztrálták a Szaharai területeket is. Médéa volt a "fővárosa".
A Nyugati Bejlikség Marokkó mellett helyezkedett el. Adminisztrációs központja változó volt, 1700-ig Mazouna volt, azután Maszkara, majd Orán lett.